# Joseph Ngwenya
Joseph „Joe“ Ngwenya (* 30. März 1981 in Plumtree) ist ein simbabwischer Fußballspieler.

## Jugend und College
Ngwenya besuchte die Mzilikazi High School in Bulawayo, mit deren Schulmannschaft er 1999 die Zimbabwe National High School Championship gewann. Außerdem spielte er noch für die Njube Sundowns. 2000 wanderte er in die USA aus und spielte im College-Team der Coastal Carolina University. 2003 führte er die Torschützenliste der NCAA mit 21 Toren an und war Teil der Division I First-Team All-Americans, der besten Elf der College-Fußballspieler.
Während seiner Zeit am College spielte er auch für die Cape Cod Crusaders in der USL Premier Development League.

## Vereinskarriere
Beim MLS SuperDraft 2004 wurde von Los Angeles Galaxy ausgewählt. In seiner ersten Saison spielte er sowohl im Sturm als auch im offensiven Mittelfeld. Er erzielte 4 Tore in 22 Spielen, die meisten als Einwechselspieler. In seinem zweiten Jahr bei den Galaxies war er die meiste Zeit verletzt. Ngwenya war am 12. Mai 2006 Teil eines 4-Personen-Austausches mit der Columbus Crew. Er erzielte 5 Tore in 25 Spielen während der MLS Saison 2006.
Nach der Saison absolvierte er ein Profitraining bei dem spanischen Verein Getafe CF, erhielt aber keinen Vertrag.
Während der Saison 2007 wechselte er zu Houston Dynamo im Austausch für Alejandro Moreno.
Am 21. Januar 2008 unterschrieb Ngwenya einen Vertrag bei SK Austria Kärnten in Österreich. Sein Debüt gab er am zweiten Rückrundenspieltag, aufgrund einer Zerrung vor dem ersten Spiel. Ngwenya spielte am 25. Spieltag bei der 0:3-Niederlage von Kärnten gegen SV Ried 53. Minuten. Im Sommer 2008 löste Kärnten seinen Vertrag auf. Seit dem 1. Juli 2008 war er also vertragslos, weshalb er im Juli die Gelegenheit erhielt, beim FC Bayern München mitzutrainieren und anstelle verhinderter Spieler Testspiele zu absolvieren. Bereits in den USA trainierte er unter Bayerns Co-Trainer Martin Vasquez. Beim FC Bayern kam er insgesamt 4 Mal zum Einsatz, erzielte jedoch kein Tor Anschließend trainierte er zur Probe beim FC Augsburg mit, wurde jedoch nicht verpflichtet. 
Anschließend wechselte er in die türkische Süper Lig zu Antalyaspor, wo er jedoch nur eine halbe Saison blieb.
Nachdem er ein halbes Jahr lang keinen neuen Vertrag bekommen hatte, gab Houston Dynamo am 6. April 2010 bekannt, dass Ngwenya für ein einwöchiges Probetraining zurückkommen wird. Am 12. April unterschrieb er einen Vertrag bei den Texanern. Der bisherige Stürmer Brian Ching hatte sich verletzt und so wurde mit Ngwenya ein Ersatz gefunden. Am Ende der Saison wurde sein Vertrag nicht verlängert. 
Er nahm Mitte Dezember am MLS Re-Entry Draft teil und wurde von DC United ausgewählt.

## Nationalmannschaft
Ngwenya wurde am 9. Juni zum ersten Mal in die Simbabwische Fußballnationalmannschaft für die beiden WM-Qualifikationsspiele gegen Guinea und Namibia berufen. Gegen Guinea bestritt er auch sein erstes Länderspiel.